# Hankido

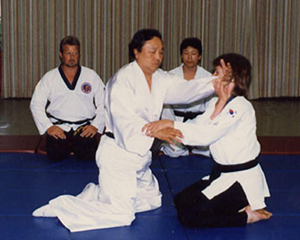
El hankido

El hankido es un arte marcial relativamente nuevo, es un derivado del hapkido y creado por el ya fallecido Myung Jae Nam.

## Precedentes
Myung Jae Nam estudió hapkido con Ji Han Jae, que fue quien sentó las bases de este arte. El hapkido Tradicional consta de más de 3.000 técnicas, pero los estudiantes de Myung deseaban saber más, deseaban conocer un arte que no tuviera final. A partir de este deseo, Myung Jae Nam después de tener contacto con un maestro de aikido japonés, creó su propio estilo basado en ambos: el hapkido y el Aikido. Como es sabido, al pueblo coreano no gusta demasiado de sus vecinos, los japoneses; quienes les conquistaron por 35 años (1910 -1945) es por ello que Myung Jae Nam decidió darle a su arte un nombre coreano y transformarlo en algo que se adaptara mejor a la orgullosa mentalidad coreana.
Myung Jae Nam empezó el desarrollo de lo que conocemos como Hankido en la década de 1980. Este nuevo estilo de hapkido puede reconocerse por sus movimientos elegantes y circulares utilizados por sus practicantes para controlar a su oponente.
El hankido fue introducido oficialmente por primera vez durante la 1.ª edición de los Juegos Internacionales de H.K.D. celebrados en Seúl, Corea del Sur. El desarrollo del hankido no se detuvo allí, y en los años posteriores fue limando sus asperezas. Myung Jae Nam viajó a Europa y a los EE. UU. para promocionar su nuevo arte hasta su muerte en 1999. Durante la 3ª edición de estos Juegos, Myung Jae Nam introdujo el arte de la espada coreana moderna o hankumdo.

## Diferencias entre elhankido, elhapkidoy el Aikido
La diferencia entre el Hankido y el Hapkido es que el Hankido es un arte mucho más interno, mientras que el Hapkido se podría considerar como semi-interno. En Hankido los principios de Won (圓, círculo), Yu (流, fluidez) y Hwa (和, armonía) son más visibles en la aplicación de cada técnica. Para facilitar al practicante de Hankido una mayor profundización en estos principios, hay tres ejercicios que pueden practicarse, conocidos como Sam Dae Wolly (삼대원리). El nombre del ejercicio que representa el principio del círculo es Jeon Hwan Bob (전환법), el del ejercicio que representa el principio de la fluidez es Young Nyu Bob (역류법) y el que representa el principio de la armonía se denomina Shim Hwa Bob (심화법). A este último también se le conoce por el nombre del ejercicio del remo.
La diferencia entre el Hankido y el Aikido es, que en Hankido las técnicas tienen una finalización brusca mientras que en el Aikido debido a su enfoque defensivo y filosofía pacifista generalmente se permitiría al atacante vivir, después de ser neutralizado por medio de la táctica y técnica; con la esperanza de que reflexione y evolucione como ser humano. Además, los practicantes de Hankido deben aprender un gran número de patadas, como es de esperar en un arte marcial coreano.

## Técnicas
Otro aspecto único del Hankido es que se basa en doce técnicas básicas de defensa personal (ho shin ki, 호신기) las cuales a su vez están unidas a 24 ejercicios respiratorios. Doce técnicas realizadas desde el punto de vista del defensor a las que denominamos ‘Técnicas del cielo’ (Chun Ki Bob, 천기법, 天氣法) y doce técnicas realizadas desde el punto de vista del atacante denominadas ‘Técnicas de la tierra’ (Chi Ki Bob, 지기법, 地氣法). En estos grupos de técnicas, cielo y tierra son entendidos como términos opuestos, el cielo relacionado con la energía positiva (Yang) y la tierra con la energía negativa (Um).
Evidentemente el Hankido está formado por muchas más técnicas, no solo por estas doce circulares que acabamos de comentar, pero ellas forman la base sólida de cualquier practicante de Hankido. Es mejor entrenar una técnica miles de veces, que entrenar miles de técnicas una sola vez.
Currículum.
Hay 8 caminos (o direcciones) sobre los cuales la IHF basa la enseñanza del Hankido.
- 1. Ho Shin Do Bob (Técnicas de defensa personal)
- 2. Moo Ye Do Bob (Técnicas circulares y realizadas a modo de baile)
- 3. Su Jok Do Bob (Técnicas de golpeo)
- 4. Kyuk Ki Do Bob (Técnicas de combate)
- 5. Ki Hap Do Bob (Técnicas para el desarrollo del KI -energía interna-)
- 6. Byung Sool Do Bob (Manejo de armas tradicionales coreanas)
- 7. Su Chim Do Bob (Uso de puntos de presión)
- 8. Hwan Sang Do Bob (Técnicas de visualización y ejercicios respiratorios)

Las doce técnicas básicas de defensa personal sobre las que está basado el Hankido son:
- 1. Kwan Jul Ki Bob - 관절기법
- 2. Chi Ki Bob - 치기법
- 3. Sib Ja Ki Bob - 십자기법 / 十자기법
- 4. Nae Wae Ki Bob - 내외기법 / 內外기법
- 5. Kyeo Rang Ki Bob - 겨랑기법
- 6. Mok Kama Bob - 목감아법
- 7. Mok Keokki Bob - 목꺾기법
- 8. Oh Kae Tu Bob - 어깨투법
- 9. Jung Pal Tu Bob - 중팔투법
- 10. Hwae Jeon Too Bob - 회전투법
- 11. Pal Mok Ki Bob - 팔목기법
- 12. Pal Bae Ki Bob - 팔배기법

## Desarrollo
Después de la muerte de Myung Jae Nam, el desarrollo del Hankido está supervisado por la Fundación Jae Nam Musul Won.
El nombre de Hankido es una mezcla de los términos ‘hankuk’ (la palabra coreana utilizada para referirse al país de Corea) y ‘hapkido’. La palabra Hankido se suele escribir a menudo utilizando el carácter antiguo ‘Han’, en donde la letra ‘a’ (ㅏ) se escribe utilizando un punto ‘.’ El Hankido pretende ser un arte marcial de y para el pueblo coreano, pero accesible a todo aquel que lo desee.
La palabra Hankido actualmente está formada por tres sílabas:
- Han (한 / 韓): Corea, cultura y mentalidad coreanas.
- Ki (기 / 氣): Ki (energía interna).
- Do (도 / 道): El camino.

Por tanto se podría decir que Hankido significa: el camino para que los coreanos desarrollen su propia energía o fuerza interiores. Evidentemente el Hankido no es sólo para coreanos, ya que extranjeros de todo el mundo asimismo practican este arte marcial moderno y se benefician de él.